# Lee Haney
Pour les articles homonymes, voir Haney.
Lee Marvin Haney est un culturiste professionnel américain né le 11 novembre 1959 à Spartanburg, en Caroline du Sud.

## Biographie
Il remporte huit titres de Mr. Olympia de 1984 à 1991 et détient le record du nombre de victoires à égalité avec Ronnie Coleman.
Haney mesure 1,80 m, son tour de poitrine était de 146 cm, ses biceps de 53 cm, et  ses cuisses de 71 cm.
Haney est un fervent chrétien qui a son émission sur la chaîne religieuse Trinity Broadcasting Network (TBN).
Par imitation, la tendance dans le culturisme a été de développer les muscles dorsaux grands dorsaux et trapèzes.
L'histoire de Lee Haney dans le bodybuilding débute à l'âge de 16 ans. À l'époque, il est un joueur de football américain au lycée, mais une double fracture aux jambes met un terme à cette passion. Ne voulant pas rester inactif, il se tourne alors vers la musculation comme moyen de renforcer son corps et de se remettre de sa blessure. Très vite, Haney montre un potentiel exceptionnel dans ce nouveau sport.
À seulement 17 ans, il arbore déjà une musculature impressionnante qui témoigne de son dévouement et de sa génétique favorable.
Cette transition précoce vers le bodybuilding jette les bases de sa future carrière. Malgré les difficultés, il persévère et commence à concourir dans des compétitions locales.
En 1979, il remporte son premier grand titre, le Teen Mr. America, révélant au monde du culturisme un jeune prodige aux perspectives prometteuses. C’est le début d’une aventure qui va le mener au sommet du bodybuilding mondial.
La citation préférée de Lee Haney est : « Stimuler, ne pas anéantir »
A la différence des autres bodybuilder qui poussent leurs corps jusqu'à l'épuisement, Lee Haney a une approche d’entraînement plus modérée et réfléchie, qu’il résume dans sa célèbre citation : « Stimuler, ne pas anéantir. » Sa philosophie est simple mais cependant très efficace : il croit en la stimulation musculaire suffisante pour encourager la croissance, tout en évitant la surentraînement. Haney s'entraîne 6 jours par semaine, cherchant à cibler chaque groupe musculaire deux fois, avec un jour de repos.
Cette méthode d'entraînement met l'accent sur la symétrie et la proportion plutôt que sur la simple augmentation de masse irrégulière, bien que Lee Haney fait partie des premiers bodybuilders massifs.
Ses séances sont conçues pour sculpter un physique harmonieux, lui permettant de développer une silhouette équilibrée et massive à la fois.
Son approche a influencé toute une génération de bodybuilders, y compris Ronnie Coleman, qui a suivi sa méthode avec succès. En parallèle, Haney attache une grande importance à l'alimentation saine, qu'il considère comme la clé de la longévité et de la performance dans le sport.